# Franz Jakob Schwanthaler

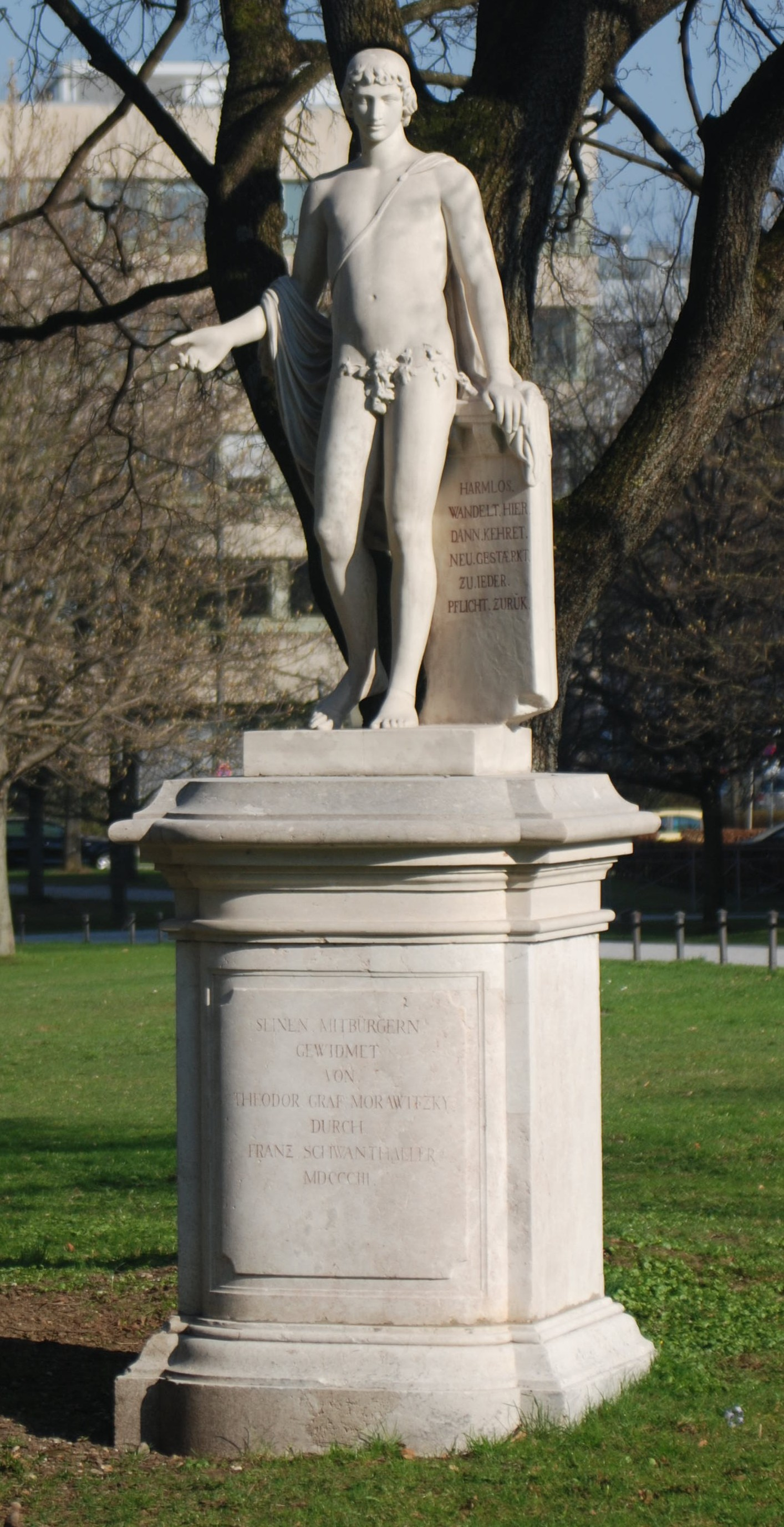
Inschrift: „Harmlos wandelt hier, dann kehret neu gestærkt zu ieder Pflicht zurük.“

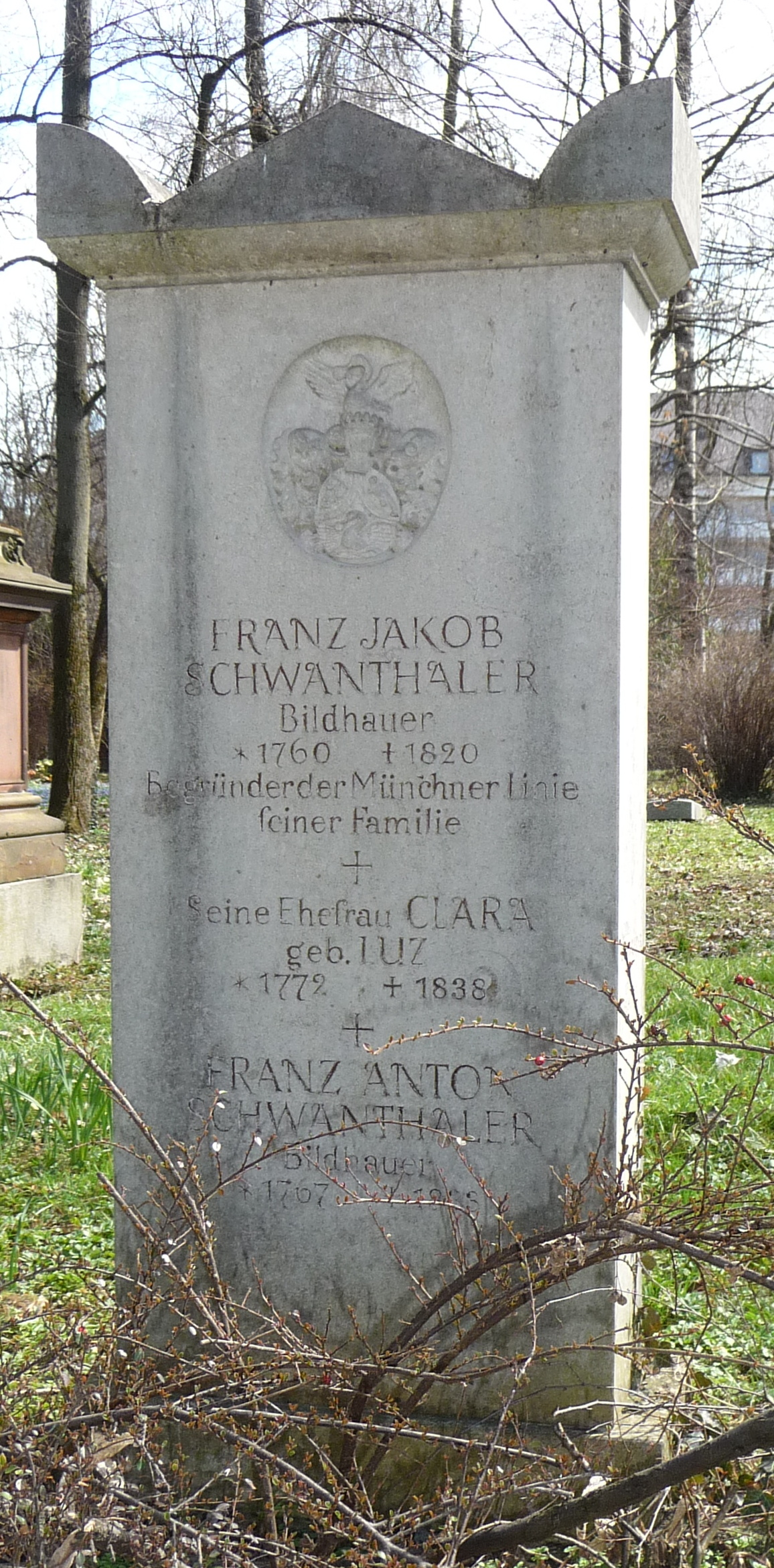
Grabstein Schwanthalers im Stil des Klassizismus auf dem Alten Südlichen Friedhof in München. geziert vom Wappen der Familie Schwanthaler.

Franz Jakob Schwanthaler (* 2. August 1760 in Ried im Innkreis; † 4. Dezember 1820 in München) war ein deutscher Bildhauer. Er gilt als Hauptmeister der Plastik des Münchner Frühklassizismus.

## Leben
Franz Jakob Schwanthaler stammte aus der Bildhauerfamilie Schwanthaler. Er war der Vater von Ludwig Schwanthaler und Onkel von Franz Xaver Schwanthaler. Nach einer Lehrzeit bei seinem Onkel Johann Georg Schwanthaler in Gmunden kehrte er 1778 in sein Elternhaus nach Ried zurück. Hier entstand seine erste selbstständige Entwurfsarbeit für den Entwurf des Hochaltars der Kirche St. Martin in Inny. Sie war noch eine echte Schöpfung im Stil des Rokoko, die in der Werkstatt seines Vaters ausgeführt wurde. Im Jahre 1780 ging er nach Salzburg. Dort erhielt er durch den kurbayerischen Hofbildhauer Augustin Egell einen Ruf nach München, um an den Dekorationen des neuen Hofbibliotheksaales mitzuarbeiten. Danach wechselte er auf Empfehlung zu Ignaz Ingerl nach Augsburg. Dort besuchte er drei Jahre lang die Kunstakademie und erhielt drei Auszeichnungen. 1785 nahm er seinen Wohnsitz erneut in München, wo er nach einer kurzen Lehrzeit bei Roman Anton Boos das Bürgerrecht erlangte. Zu dieser Zeit richtete er sich zusammen mit seinem jüngeren Bruder Anton Schwanthaler ein eigenes Atelier ein, das er 35 Jahre lang, bis zu seinem Tode führte.
In diesen Jahren wandte er sich stilistisch immer mehr dem Klassizismus zu. Es folgten Berufungen in andere Städte, z. B. 1795 nach Weimar, die er aber alle ausschlug. Nur schwer etablierte sich der Stil des Klassizismus in der bayerischen Landeshauptstadt. Franz Jakob Schwanthaler war dabei der Protagonist.
Das erste von ihm geschaffene Grabdenkmal, ein Genius vor einer Urne, wurde als ungewohnte und „verderbliche“ Neuigkeit sogar zerstört. Kurze Zeit später setzte sich die Mode der steinernen Grabdenkmäler gegen die bisherigen schmiedeeisernen Kreuze durch, was dem Atelier zu weiteren Aufträgen durch hochrangige Familien verhalf. Sie wurden u. a. auch nach Ansbach, Köfering, Moosburg und Passau geliefert. Neben Steinskulpturen führte Schwanthaler auch Arbeiten in Holz aus. Berühmt sind seine ornamentalen Arbeiten in den Hofgartenzimmern der Münchner Residenz. Daneben schuf er Modelle für die Porzellanmanufaktur Nymphenburg. Sein schlichter und zarter Figurenstil zeigt seinen Höhepunkt in der Figur des Genius ("Harmlos"), der heute noch den Eingang zum Englischen Garten ziert.
Die Grabstätte von Franz Schwanthaler befindet sich auf dem Alten Südlichen Friedhof in München (Gräberfeld 15 – Reihe 13 – Platz 53/54) Standort.

## Werke
- Rumford-Denkmal am Südrand des Englischen Gartens (1795)
- „Harmlos“-Figur nahe dem Englischen Garten (1803)
- Trauernde Frau an einem Zippus, Grabmal Walther, Marmor, ehem. Friedhof Rothenburg ob der Tauber (um 1818), heute im RothenburgMuseum in Rothenburg ob der Tauber
- Grabmäler der Grafen von Törring, der Familien Rietzler, Lunglmayr, Johnston, Ferdinand von Kobell, von Kreitmayer, Krempelhuber, von Santini, Sauer, von Tattenbach im Alten Südfriedhof München
- Flachreliefs am Hiltl-Haus in der Münchner Prannerstraße 4.
- Ornamentale Arbeiten in den Hofgartenzimmern der Münchner Residenz
- Friese an den Häusern Braun u. Schneider am Maximiliansplatz
- Plastischer Schmuck am Hofgartentor am Hofgarten München
- Giebelfeld an der Alte Münze (München)
- Wohltäterdenkmal in der Frauenkirche München
- Schutzengelgruppe, Herzogspitalkirche
- Grabmal mit Trauergenius zu Gedenken des Prinzen Maximilian Joseph Karl Friedrich von Bayern, Theatinerkirche (München) (1803)
- anbetende Seraphim am Hochaltar von St. Peter
- Eckfiguren am 2. Krönungswagen König Max Josephs (1818), Marstallmuseum Nymphenburg[1]
- Marmorbüste der Königin Karoline von Baden, heute im Bayerischen Nationalmuseum München
- Marmorbüste des Königs Max Joseph von Bayern

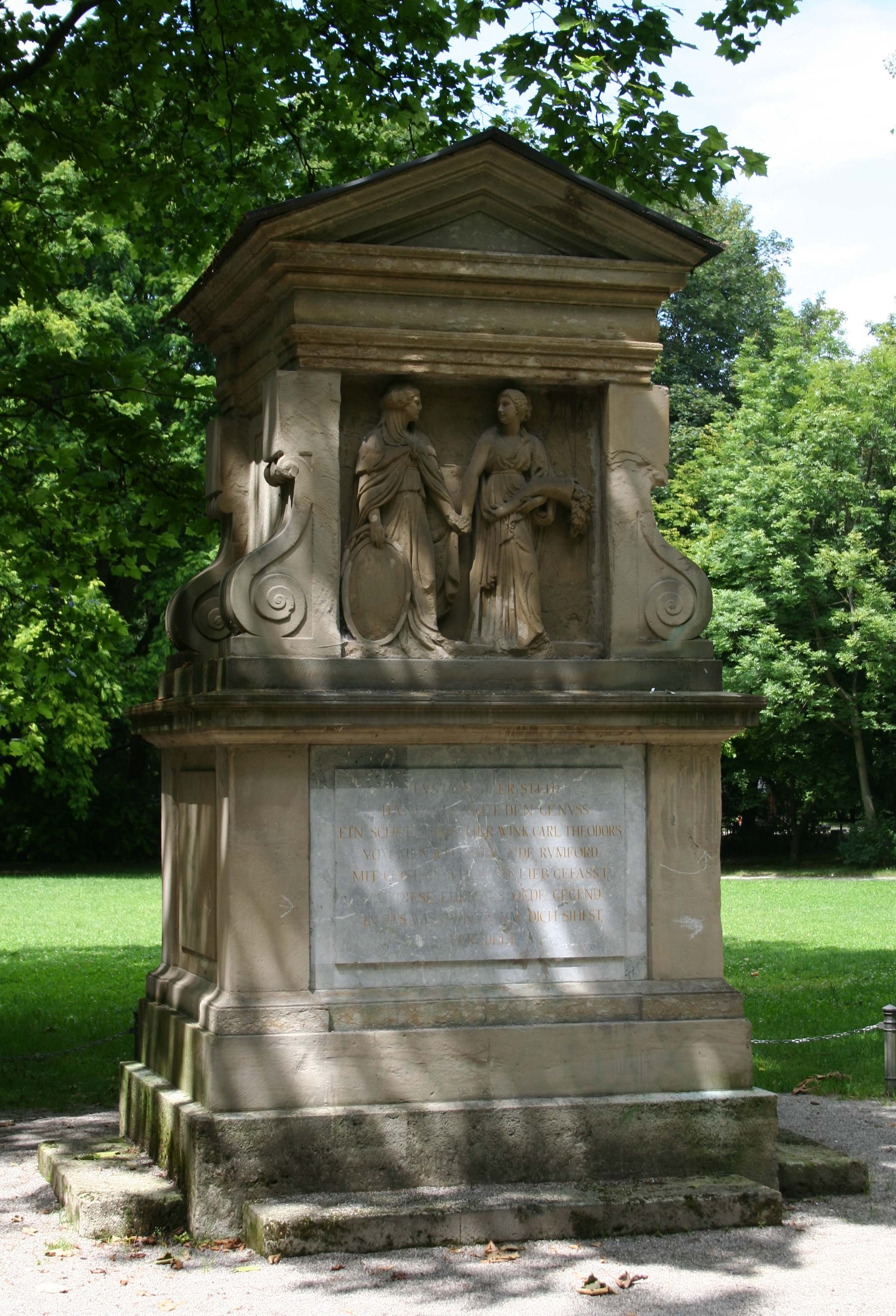
Rumford-Denkmal
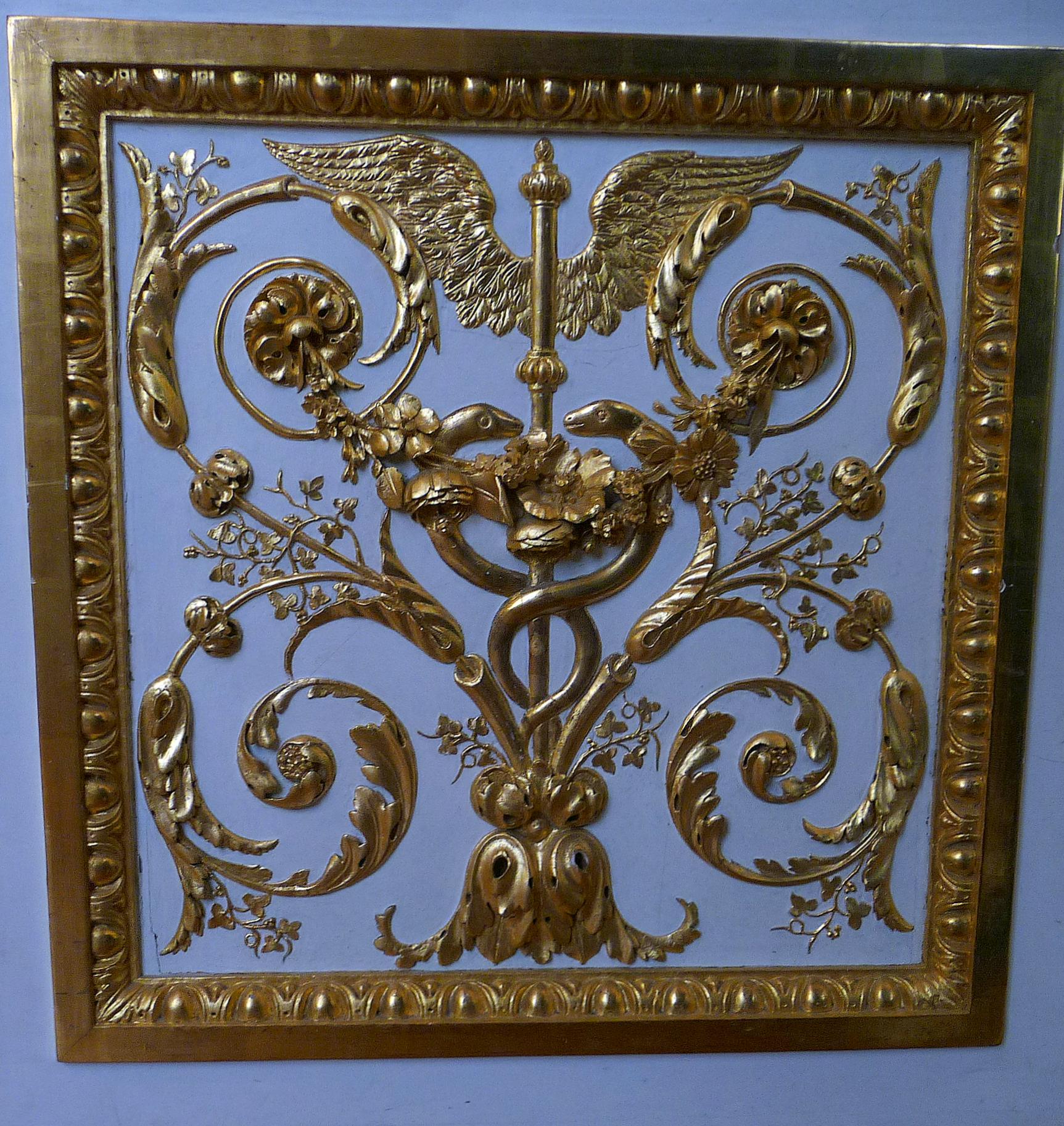
Detail einer Türfüllung, in den Kurfürstenzimmern der Münchner Residenz
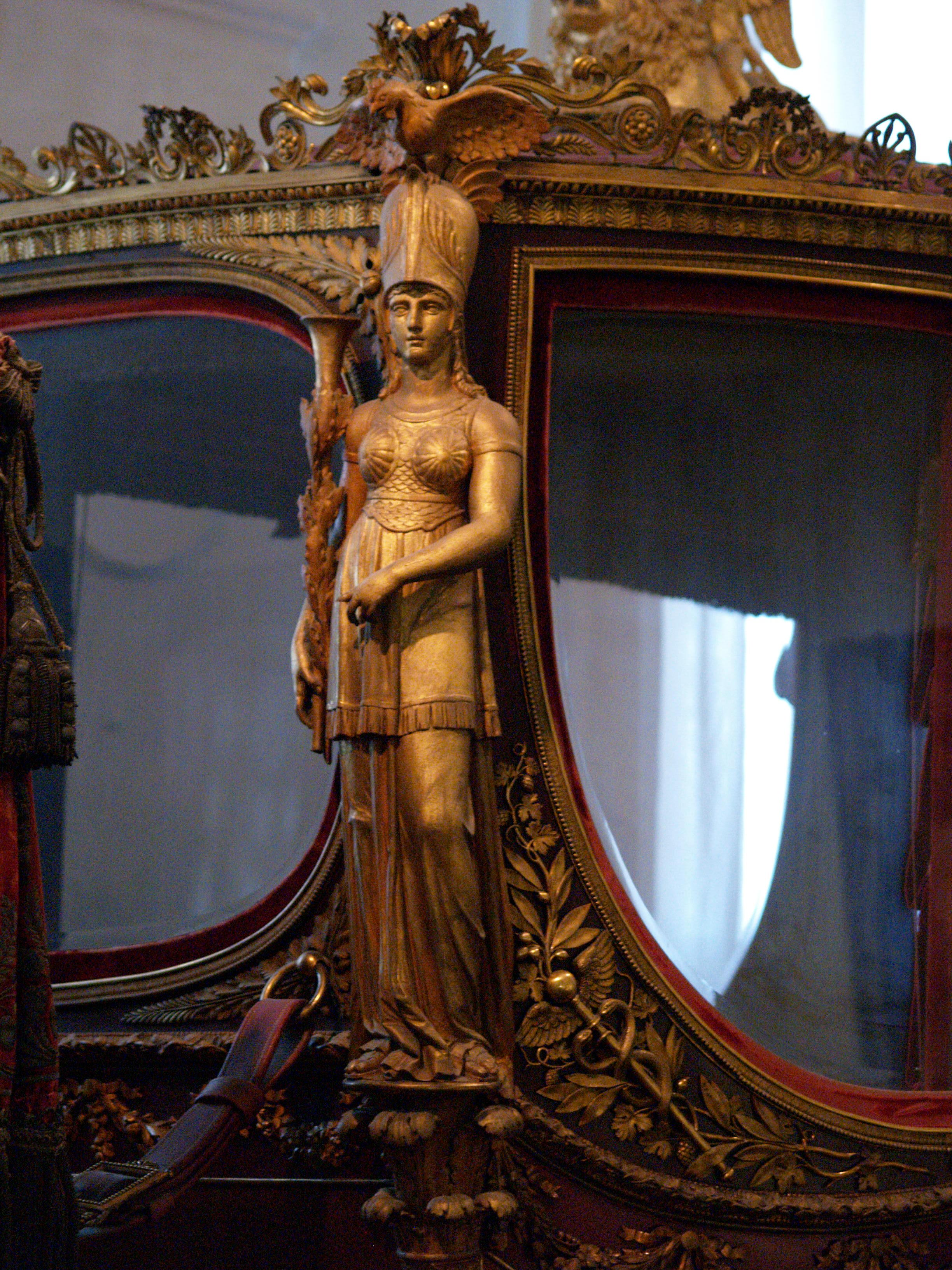
Eckfigur am 2. Krönungswagen Köng Maximilian I. Joseph von Bayern, im Marstallmuseum Nymphenburg
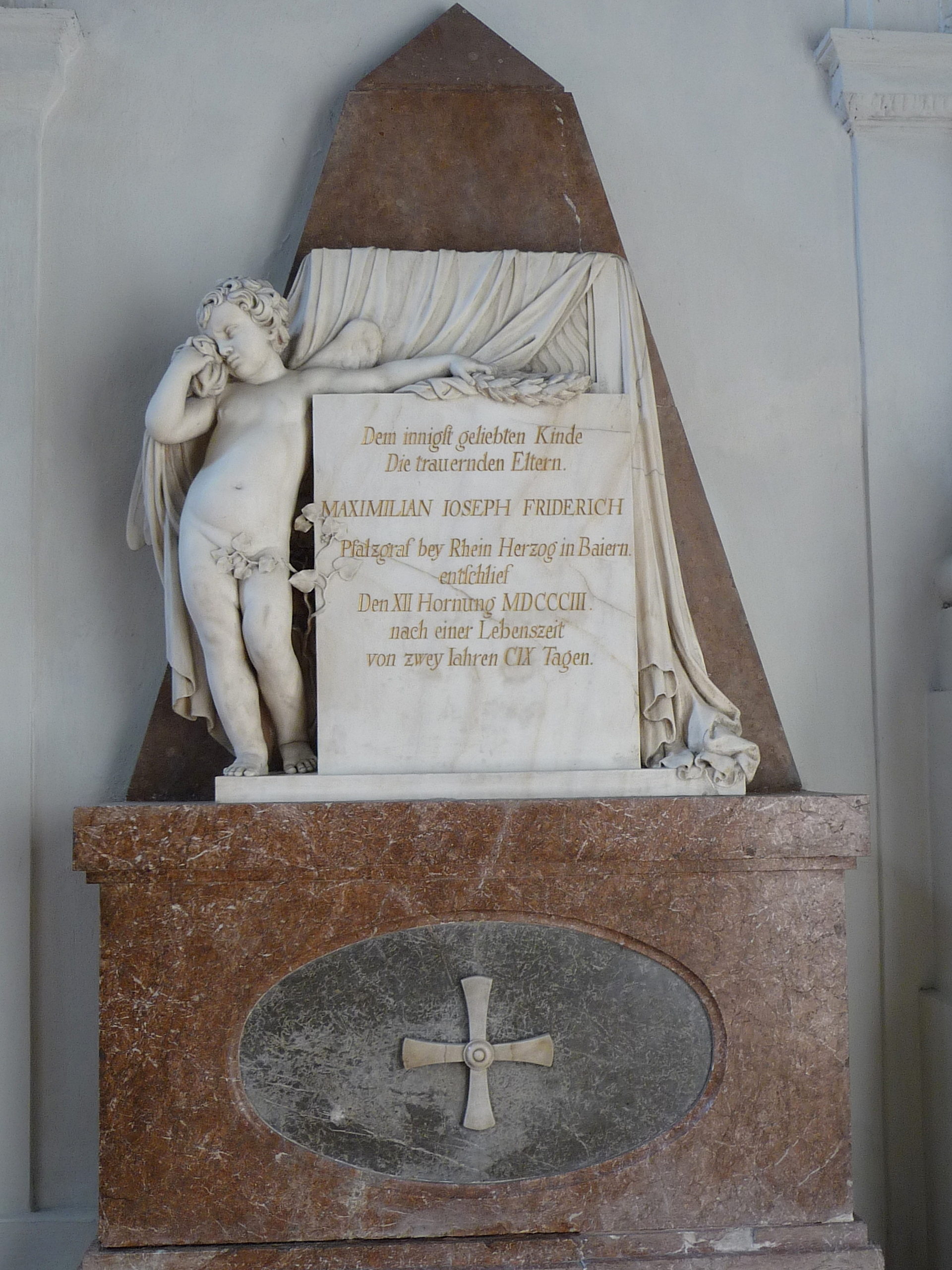
Das Grabmal für den Prinzen Maximilian Joseph wird von einem Trauergenius geziert.